# Scytodes aethiopica
Scytodes aethiopica är en spindelart som beskrevs av Simon 1907. Scytodes aethiopica ingår i släktet Scytodes och familjen spottspindlar.
Artens utbredningsområde är Etiopien. Inga underarter finns listade i Catalogue of Life.